# Paul Bakolo Ngoi
Paul Bakolo Ngoi (Mbandaka, 1962) è uno scrittore della Repubblica Democratica del Congo.

## Biografia
Nasce a Mbandaka (Repubblica Democratica del Congo, ex Zaire), nel 1962. Figlio di un ex diplomatico e di una sarta, si è avvicinato alla scrittura grazie al nonno paterno, anch'egli scrittore. Attivo come scrittore e come mediatore culturale, ha pubblicato libri di narrativa sia per ragazzi che per adulti.
Ha lavorato per dieci anni al quotidiano Il Giorno e più recentemente al Giornale, per il quale ha seguito i mondiali del 2006 in Germania.
Ha esordito giovanissimo nel suo paese scrivendo racconti sui giornali della scuola; in lingua italiana ha pubblicato il suo primo racconto nel 1994, dal titolo Un tiro in porta per lo stregone. Il suo testo più conosciuto è Colpo di testa (Fabbri editore, 2003), tradotto in inglese e coreano, con cui ha vinto il premio Gino Perrone Città di San Donato di Lecce (2003) e il premio Città di Bella, letteratura per ragazzi (2005).
Lavora con le scuole occupandosi di educazione alla mondialità e sui temi della multiculturalità legati all'Africa, collaborando con diversi progetti e con l'UNICEF. Dal 1985 al 1989 è stato presidente degli studenti africani a Pavia e membro dell'Ufficio culturale internazionale in qualità di addetto stampa e di responsabile di Sportello Africa. È tra i fondatori di Ebale ya Congo, un'associazione che cerca di promuovere il Congo–Kinshasa.

## Opere
- Un tiro in porta per lo stregone, Africa'70 (1994)
- Il maestro il prete e lo stregone, Iuculano editore(1998)
- Colpo di testa, Fabbri editore (2003)
- Che vita sia, Ufficio cultura internazionale (2004)
- Magia nera a Kinshasa, edizioni dell'Arco (2006)
- Chi ha mai sentito russare una banana?, Fabbri editore (2008)
- Corri, Lidja corri, edizioni Paoline (2010)
- Una sorpresa per Babbo Natale (2010)
- Dov'è finito Babbo Natale? (2012)
- Nonno, raccontami una storia (2022)